# چشمان بسته (فیلم ۱۹۷۸)
چشمان بسته (اسپانیایی: Los ojos vendados‎) فیلمی اسپانیایی‌زبان به کارگردانی کارلوس سائورا محصول سال ۱۹۷۸ است.
این فیلم در جشنواره فیلم کن ۱۹۷۸ حضور داشته است.